# لوک بابیت
لوک بابیت (انگلیسی: Luke Babbitt، زاده ۲۰ ژوئن ۱۹۸۹) بازیکن بسکتبال اهل ایالات متحده آمریکا است. وی سابقه بازی در تیم‌هایی همچون پورتلند تریل بلیزرز، نیو اورلینز پلیکانز و میامی هیت را در کارنامه دارد.